# Gerhard Wilhelm Kernkamp

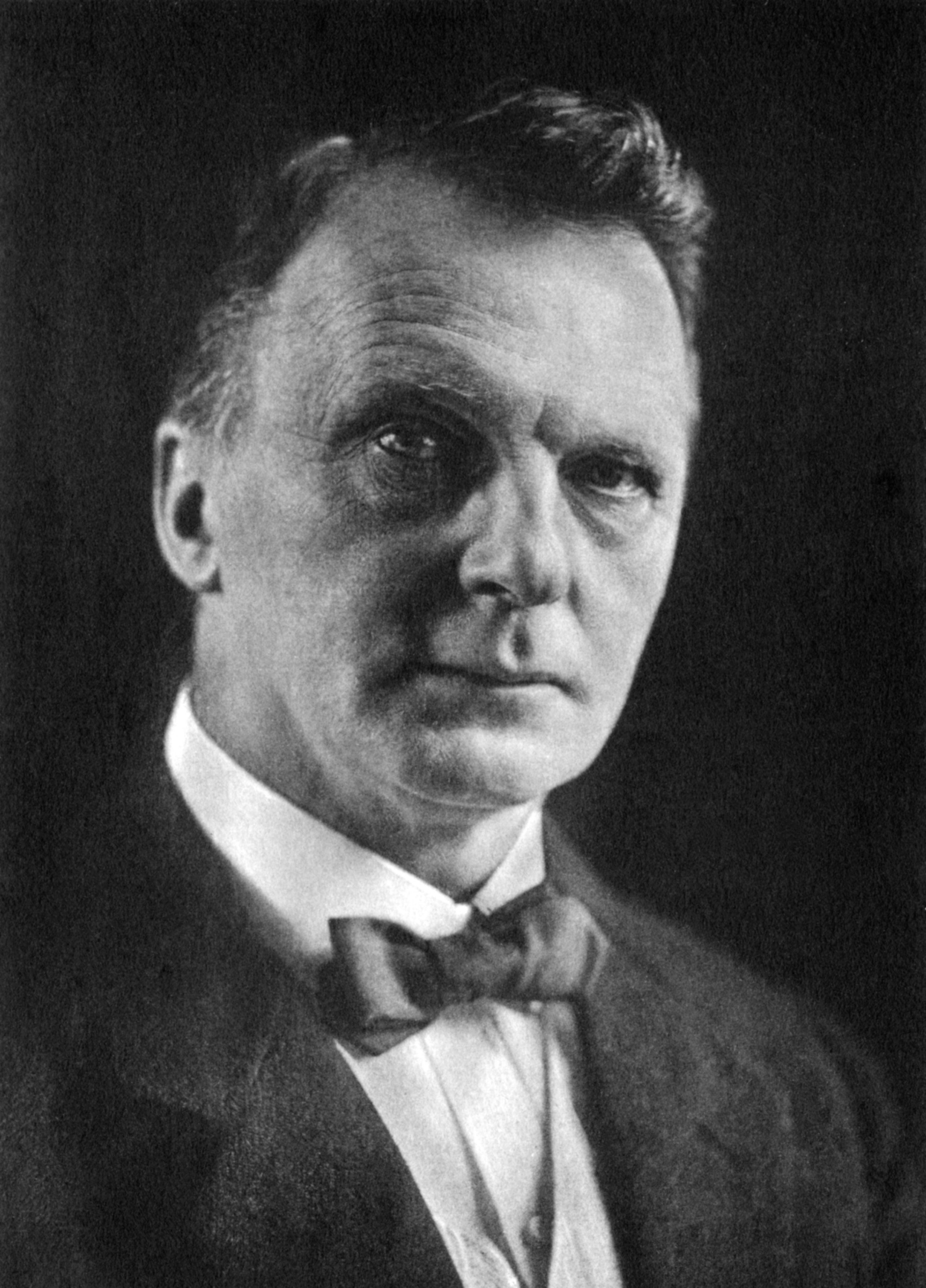
Gerhard Wilhelm Kernkamp

Gerhard Wilhelm Kernkamp (* 20. November 1864 in Hoorn; † 9. Oktober 1943 in Utrecht) war ein niederländischer Historiker.

## Leben
Gerhard Wilhelm wurde als Sohn des Tuchmachers Johann Hermann Bernhard Kernkamp (* 8. März 1825 in Menslage; † 5. Januar 1911 in Hoorn) und dessen am 10. Januar 1858 in Alkmaar geheirateten Frau Geertruida Kuneman (* 13. Januar 1834 in Alkmaar; † 28. Mai 1915 in Haarlem) geboren. Nach dem Besuch der Grundschule sowie der höheren Bürgerschule seiner Geburtsstadt, frequentierte er das Gymnasium in Haarlem und Utrecht. 1882 begann er an der Universität Utrecht ein Studium der Geschichtswissenschaften, absolvierte 1888 sein Doktoralsexamen und wurde Lehrer am Utrechter Gymnasium sowie der höheren Bürgerschule daselbst. 1890 promovierte er unter Johan Adam Wijnne mit der Arbeit De sleutels van de Sont. Het aandeel van de Republiek in den Deensch-Zweedschen oorlog van 1644-1645 (deutsch: Die Tasten der Töne. Der Anteil der Republik in dem Dänisch-Schwedischen Krieg von 1644-1645).
Am 12. Juni 1901 wurde er zum Professor der Geschichte an der Universität von Amsterdam berufen, welche Aufgabe er am 30. September 1901 mit der Einführungsrede Over de materialistische opvatting van de geschiedenis (deutsch: Über die materialistische Auffassung von Geschichte) antrat. Am 20. Juni 1903 erhielt er eine Berufung als Professor der Geschichte an die Universität Utrecht, welches Amt er am 19. Oktober 1903 mit der Antrittsrede Van Wagenaar tot Fruin (deutsch: Von Wagenaar bis Fruin) begann.
Kernkamps Forschungen beschäftigten sich vor allem mit der niederländischen Wirtschafts-, Sozial- und Hochschulgeschichte. Als einer der ersten niederländischen Professoren gab er Vorlesungen zur Archivforschung und legte viel Wert auf archivale Forschungen seine Schüler.
Politisch stand Kernkamp links, ohne wirklich in einer sozialen Bewegung aktiv zu sein. Seine Überzeugungen kosteten ihn 1894 eine Berufung auf die Professur der Geschichte an die Universität Groningen.
Zudem erhielt 1913 eine außerordentliche Professur an der niederländischen Handelshochschule in Rotterdam, 1915 wurde er Mitglied der königlich niederländischen Akademie der Wissenschaften und 1927 erhielt er den Ritterorden vom niederländischen Löwen. Zudem beteiligte sich Kernkamp an den organisatorischen Aufgaben der Utrechter Hochschule und war im Akademiejahr 1918/19 Rektor der Alma Mater.
Zahlreiche Artikel von ihm, wurden in den fachwissenschaftlichen Zeitschriften und Journalen seiner Zeit publiziert. Auch war er von 1905 bis 1930 Redakteur der Zeitschrift Fragen der Zeit und von 1920 bis 1929 Hauptredakteur des De Groene Amsterdammer. Zudem engagierte sich Kernkamp ab 1936 in einem Komitee einer Allianz gegen die nationalsozialistischen Bestrebungen der Niederlande.

## Familie
Kernkamp war zwei Mal verheiratet. Seine erste Ehe schloss er am 22. Juli 1890 in Hoorn mit Lutske van Dam (* 6. März 1867 in Terwispel; † 14. Juni 1949 in Wassenaar), die Tochter des Uilke Hendriks van Dam (* um 1835 in Gorredijk) und dessen Frau Aukjen Bouwer (* 13. Februar 1835 in Opsterland; † 18. Januar 1901 in Kampen). Aus der Ehe stammen zwei Töchter. Nachdem er sich am 10. August 1907 scheiden ließ von seiner ersten Frau, heiratete er am 16. Juli 1908 Jitske Muijderman (* 13. Januar 1884 in Zutphen; † 12. August 1970 in Utrecht), die Tochter des Tabakhändlers Coert Daniel Muijderman (* 30. September 1842 in Zutphen; † 7. November 1908 ebenda) und dessen Frau Jitske Dikema (* 15. Februar 1854 in Hoogezand; † 30. Januar 1884 in Zutphen). Aus der Ehe stammt ein Sohn und eine Tochter. Von den Kindern kennt man:
- Wilhelmina Geertruida Kernkamp (* 31. Mai 1891 in Utrecht; † 15. November 1980 in Velp)
- Geertruida Kernkamp (* 12. Mai 1892 in Utrecht; † 9. Dezember 1974 in Velp)
- Jitske Kernkamp (* 14. September 1909 in Utrecht; † 3. Juli 1986 in Amerongen) verh. 22. September 1930 in Utrecht mit Nicolaas Petrus Josephus Daamen (* 18. Mai 1903 in Tilburg; † 3. August 1986 in Amerongen)
- Gerhard Wilhelm Kernkamp (* 13. Dezember 1911 in Utrecht; † 21. August 1990 in Utrecht) verh. 27. September 1940 in Utrecht mit Livia Nicoline van de Minne (* 5. April 1911 in Utrecht; † 23. Juni 1992 in Utrecht)

## Werke (Auswahl)
- Amsterdam in de 17e eeuw. Regeering en Historie. 1900
- Robert Fruin. 1901
- De Algemeene Geschiedenis. 1906 4. Bde. mit Hajo Brugmans
- Van menschen en tijden. Haarlem 1931
- De Utrechtsche Universiteit. 1936
- Prins Willem II. Amsterdam 1943